# Стадион Ел Бајт
Стадион Ел Бајт (арап. استاد البيت) јесте фудбалски стадион с покретним кровом који се налази у Ел Хору у Катару. На њему су се играле утакмице Светског првенства у фудбалу 2022. године. Налази се на око 35 километара од главног града Дохе. 
Изградња стадиона била је поверена извођачу радова Галфару ел Миснаду и италијанским предузећима Webuild S.p.A. и Cimolai.

## Опис
Архитектонски дизајн објекта инспирисан је изгледом шатора номадских народа Катара и околног подручја. Покретни кров покрива читав објекат. Стадион је саобраћајно добро повезан с остатком града а поседује паркинг места за 6000 возила, 350 аутобуса и 1000 таксија. Глобални систем за процену одрживости (ГСАС) оценио га је с пет звездица.
Стадион је такође опремљен луксузним ложама налик хотелским апартманима с погледом на стадион.
Оближњи парк поред стадиона отворен је 2020. године на катарски Национални дан спорта.

## Изградња
Стадион Ел Бајт био је један од осам стадиона на којима су се играле утакмице на Светском првенству 2022. године. Био је други највећи стадион после стадиона Лусаил. Дизајниралo га је либанско предузеће Dar Al-Handasah. После Светског првентва очекује се да ће објекат бити преуређен у стадион са 32.000 места. Вишак седишта ће бити уклоњен с горњег нивоа и биће дониран другим земљама или постављен у склопу инфраструктуре која је планирана за Азијске игре 2030. године. Ослобођени простор ће потом бити преуређен у хотел с пет звездица, тржни центар и још неке спортске објекте.
Истрага коју је 2020. спровео британски Гардијан открила је да је преко 6500 миграната из Бангладеша, Индије, Пакистана, Непала и Сри Ланке погинуло од 2010. до 2020. године у раду на објектима за потребе Светског првенства у Катару.

## Историја
Стадион је званично отворен 30. новембра 2021. године током церемоније отварања Арапског купа. Потом је одигран меч између Катара и Бахреина у ком је тадашњи првак Азије Катар голом Абдулазиза Хатема у 69. минуту успео да савлада гостујући тим са 1 : 0. Тој утакмици је присуствовао катарски емир Тамим ибн Хамад ел Тани, председник Фифе Ђани Инфантино и неколико других шефова држава, званичника и председника националних фудбалских савеза из Азије. На том турниру стадион је био домаћин на пет утакмица, укључујући и финале које је одиграно 18. децембра 2021. године.
Дана 20. новембра 2022. године, стадион је угостио репрезентације Катара и Еквадора на првој утакмици Светског првенства. Иако капацитет стадиона износи 60.000, пријављено је да се на трибинама налазило 67.372 људи на почетку утакмице.

## Резултати на недавним одржаним такмичењима

### Арапски куп 2021.
| Датум              | Време | Репрезентација бр. 1 | Резултат         | Репрезентација бр. 2 | Фаза такмичења | Посећеност |
| ------------------ | ----- | -------------------- | ---------------- | -------------------- | -------------- | ---------- |
| 30. новембар 2021. | 19.30 | Катар                | 1 : 0            | Бахреин              | Група А        | 47.813     |
| 3. децембар 2021.  | 22.00 | Сирија               | 2 : 0            | Тунис                | Група Б        | 15.913     |
| 6. децембар 2021.  | 22.00 | Катар                | 3 : 0            | Ирак                 | Група А        | 23.008     |
| 10. децембар 2021. | 22.00 | Катар                | 5 : 0            | УАЕ                  | Четвртфинале   | 63.439     |
| 18. децембар 2021. | 18.00 | Тунис                | 0 : 2 (п. с. н.) | Алжир                | Финале         | 60.456     |

### Светско првенство 2022.
На Ел Бајту одиграно је девет утакмица током Светског првенства у фудбалу 2022.
| Датум             | Време | Репрезентација бр. 1 | Резултат | Репрезентација бр. 2 | Фаза такмичења | Посећеност |
| ----------------- | ----- | -------------------- | -------- | -------------------- | -------------- | ---------- |
| 20. новембар 2022 | 19.00 | Катар                | 0 : 2    | Еквадор              | Група А        | 67.372     |
| 23. новембар 2022 | 13.00 | Мароко               | 0 : 0    | Хрватска             | Група Ф        | 59.407     |
| 25. новембар 2022 | 22.00 | Енглеска             | 0 : 0    | Сједињене Државе     | Група Б        | 68.463     |
| 27. новембар 2022 | 22.00 | Шпанија              | 1 : 1    | Немачка              | Група Е        | 68.895     |
| 29. новембар 2022 | 18.00 | Холандија            | 2 : 0    | Катар                | Група А        | 66.784     |
| 1. децембар 2022  | 22.00 | Костарика            | 2 : 4    | Немачка              | Група Е        | 67.054     |
| 4. децембар 2022  | 22.00 | Енглеска             | 3 : 0    | Сенегал              | Осмина финала  | 65.985     |
| 10. децембар 2022 | 22.00 | Енглеска             | 1 : 2    | Француска            | Четвртфиналe   | 69.895     |
| 14. децембар 2022 | 22.00 | Француска            | 2 : 0    | Мароко               | Полуфинале     | 68.294     |